# 刘六符 (辽朝)
刘六符（？—？），河间人，辽国进士、官员。
辽北府宰相刘慎行之子。六符兄弟六人：刘一德、刘二玄、刘三嘏、刘四端、刘五常、刘六符。辽圣宗朝，为著作郎、中允、詹事、国子祭酒。重熙初年，为政事舍人，后迁翰林学士、右谏议大夫、知制诰、同修国史。重熙十一年（1042年），到宋朝索要周世宗攻下十县土地，宋朝只同意增加岁币。他第二次赴宋朝时，要求宋朝写贡岁币，宋朝只同意称纳岁币，即重熙增币。回到辽国后刘六符升至枢密使、礼部侍郎、同修国史，后迁中书政事令，官至同中书门下平章事，1054年之后去世。

## 传記資料
- 《遼史·卷八十六·列传第十六》刘六符传
- 《契丹国志·卷之十八·列传》